# خواكين مونتانييس
خواكين مونتانييس (بالإسبانية: Joaquín Montañés؛ بالألمانية: Joaquín Montañés) هو لاعب كرة قدم إسباني وألماني في مركز الوسط، ولد في 15 أغسطس 1953 في طلبيرة في إسبانيا. لعب مع ألمانيا آخن.

## وصلات خارجية
- خواكين مونتانييس على موقع بيانات كرة القدم. دي إي (الألمانية)
- خواكين مونتانييس على موقع عالم كرة القدم.نت (الإنجليزية)